# سوزان باكليني
سوزان باكليني (بالإنجليزية: Susan Backlinie)‏ هي ممثلة أمريكية، ولدت في 1 سبتمبر 1946 في الولايات المتحدة.

## أعمال

### أفلام
- (1975) الفك المفترس[9][10][11]

## وصلات خارجية
- سوزان باكليني على موقع IMDb (الإنجليزية)
- سوزان باكليني على موقع أول موفي (الإنجليزية)
- سوزان باكليني على موقع قاعدة بيانات الأفلام السويدية (السويدية)
- سوزان باكليني على موقع قاعدة بيانات الفيلم (الإنجليزية)
- سوزان باكليني على موقع كينوبويسك (الروسية)